# Jean Rouch
Jean Rouch (ur. 31 maja 1917 w Paryżu; zm. 18 lutego 2004 w Nigrze) – francuski reżyser, pionier filmu etnograficznego, z wykształcenia etnolog.
Od 1941 przebywał w Afryce. Od 1947 zrealizował ok. 120 filmów dokumentalnych. W latach 60. i 70. tworzył metodą cinéma-vérité dokumenty socjologiczne, ukazując nowe możliwości rejestracyjno-badawcze kina. Powstały wtedy m.in. filmy: Ja, czarny (1959), Piramida ludzka (1960), Z łukiem na lwa (1965), Krok za krokiem (1970), Babatu (1976), Dionysos (1984). W 1987 został powołany na prezesa Filmoteki Francuskiej.
Zginął w wypadku samochodowym w odległości 16 km od miasta Birni N’Konni w Nigrze.